# Давыдов, Олег Дмитриевич
Оле́г Дми́триевич Давы́дов (род 25 мая 1940, Москва) — российский экономист и государственный деятель; министр внешних экономических связей РФ (1993—1997), заместитель председателя правительства РФ (1994—1997).

## Биография
В 1963 году окончил Московский инженерно-строительный институт по специальности «инженер-гидротехник». Доктор экономических наук, профессор.
Работал инженером конструкторского бюро в институте «Гидропроект» Министерства энергетики СССР (1963—1966), сотрудником внешнеторгового объединения «Технопромэкспорт» (1966—1970), торговым представителем СССР в Финляндии (1970—1975), заместителем директора, директором внешнеторгового объединения «Атомэнергоэкспорт» (1975—1983).
В 1983—1985 годы — советник по экономическим вопросам Посольства СССР в Ливии.
с 1985 года заместитель председателя Государственного комитета по экономическим связям СССР, с 1988 по март 1992 — заместитель министра внешних экономических связей СССР, с 1993 — первый заместитель министра внешних экономических связей России. Возглавлял в министерстве тендерный комитет, распределяющий экспортные и импортные государственные квоты; курировал поддержку экспорта российской промышленной продукции.
В 1992—1993 годы — член Совета ОАО «Народная нефтяная инвестиционно-промышленная Евро-Азиатская корпорация — НИПЕК», директор по внешним экономическим связям корпорации.
С 22 сентября 1993 по 1 апреля 1997 года — министр внешних экономических связей России; одновременно с 9 ноября 1994 по 1 апреля 1997 — заместитель председателя Правительства РФ.
В 1996 году участвовал в организации и проведении президентской выборной кампании Б. Н. Ельцина, куратор избирательной кампании в субъектах Российской Федерации.
С ноября 1997 года — главный консультант Московского центра прикладных социально-политических и экономических исследований.

## Награды
- Орден «За заслуги перед Отечеством» III степени (7 июня 1996 года) — за заслуги перед государством и большой личный вклад в развитие торгово-экономических связей России с зарубежными странами[9][3]
- Благодарность Президента Российской Федерации (17 июля 1996 года) — за активное участие в организации и проведении выборной кампании Президента Российской Федерации в 1996 году[10]
- Благодарность Президент Российской Федерации (26 марта 1997 года) — за многолетнюю плодотворную деятельность и значительный вклад в развитие внешних экономических связей Российской Федерации[11]